# Samantha Bee
Samantha Anne Bee (Toronto, 25 oktober 1969) is een Canadees-Amerikaanse komiek, schrijver, producer, politiek commentator, actrice en televisiepresentator.
Bee werd bekend als correspondente van The Daily Show met Jon Stewart, waar ze gedurende 12 jaar vaste correspondent was. In 2015 verliet ze de show om haar eigen show te beginnen, Full Frontal with Samantha Bee. De show werd in 2022 geannuleerd als een "zakelijke beslissing" door zender TBS.
In 2017 noemde Time haar een van de 100 meest invloedrijke mensen ter wereld op hun jaarlijkse Time 100 lijst.

## Levensloop

### Carrière
Bee begon auditie te doen voor acteerrollen in Toronto terwijl ze als serveerster werkte.
Bee werd op 10 juli 2003 correspondent voor The Daily Show met Jon Stewart. 
Bee had haar eerste hoofdrol in een speelfilm in 2004 met de Canadese onafhankelijke film Ham & Cheese, mede geschreven door haar man Jason Jones en met in de hoofdrollen de Canadese komieken Scott Thompson en Dave Foley . De film was Bees eerste hoofdrol.  Ze won een Canadian Comedy Award voor "Pretty Funny Female Performance" voor haar rol.  
Bee werd in 2005 bekroond met een Canadian Comedy Award voor beste vrouwelijke tv-optreden voor haar werk aan The Daily Show. 

#### 2015–2022: Full Frontal withSamantha Bee
In maart 2015 werd aangekondigd dat ze The Daily Show - na 12 jaar - zou verlaten om haar eigen satirische nieuwsshow op TBS te hosten. Bee vertrok op 30 april 2015 uit The Daily Show . Haar nieuwe show, Full Frontal with Samantha Bee, debuteerde op 8 februari 2016, en Bee werd daarmee de eerste vrouw die een satire-show op de late avond presenteerde in de Verenigde Staten. Het eerste seizoen van Full Frontal genereerde lovende kritieken. In november 2016 werd de show verlengd voor een tweede seizoen.
Bee is een uitvoerend producent van de TBS-comedyserie The Detour (2016-heden), die ze samen met haar man Jason Jones heeft gemaakt.  Een jaar na Bees start met Full Frontal noemde Time Bee een van de 100 meest invloedrijke mensen ter wereld. Op 29 april 2017 organiseerde Full Frontal met Samantha Bee " Not the White House Correspondents' Dinner ", dat dezelfde avond op TBS werd uitgezonden. In juli 2017 bracht de campagne "Nasty Woman Shirt" van Bee meer dan 1 miljoen US Dollar op voor Planned Parenthood . In januari 2018 vernieuwde TBS Full Frontal voor een derde en vierde seizoen, uitgezonden tot en met 2020. Bees deal met TBS liep tot 2022.
Op 25 juli 2022 maakten de vertegenwoordigers van Bee bekend dat TBS Full Frontal niet voor een zevende seizoen had verlengd en officieel werd geannuleerd door TBS.

### Privéleven
In 2001 trouwde Bee met acteur en schrijver Jason Jones, samen hebben ze 3 kinderen.
Bee heeft de dubbele Canadees-Amerikaanse nationaliteit nadat ze in 2014 tot Amerikaanse werd genaturaliseerd.

## Invloeden
Bee heeft Jon Stewart genoemd als een van haar belangrijkste invloeden, en in verschillende interviews heeft ze gezegd dat haar andere komische invloeden Steve Martin, David Letterman, Mary Tyler Moore, Lucille Ball, Carol Burnett, Betty White, en Joan Rivers zijn . 

## Filmografie

### Film
| Jaar | Titel                        | Rol                       | Notities |
| ---- | ---------------------------- | ------------------------- | --- |
| 2004 | Ham & Cheese                 | Bet Goodson               | |
| 2007 | Underdog                     | Principal Helen Patterson | |
| 2008 | Coopers' Camera              | Nancy Cooper              | Won de Canadian Comedy Award voor beste uitvoering door een vrouw in een film bij de 10e Canadian Comedy Awards |
| 2008 | The Love Guru                | Cinnabon Cashier          | |
| 2009 | Whatever Works               | Chess Mother              | |
| 2009 | Motherhood                   | Alison Hopper             | |
| 2010 | Date Night                   | Vrouw op Times Square     | Niet op de aftiteling                                                                                           |
| 2010 | Furry Vengeance              | Principal Baker           | |
| 2014 | Learning to Drive            | Debbie                    | |
| 2015 | Get Squirrely                | Raitch (stem)             | ook bekend als ACORNS: Operation Crackdown                                                                      |
| 2015 | Sisters                      | Liz                       | |
| 2018 | Elliot the Littlest Reindeer | Hazel (stem)              | |

### Televisie
| Year      | Title                           | Role                           | Notes                                            |
| --------- | ------------------------------- | ------------------------------ | ------------------------------------------------ |
| 2000      | Real Kids, Real Adventures      | Neighbour                      | Episode: "Explosion: The Christopher Wise Story" |
| 2001      | The Endless Grind               |                                |                                                  |
| 2003–2015 | The Daily Show with Jon Stewart | Zichzelf (correspondent)       | 332 afleveringen                                 |
| 2003      | Jasper, Texas                   | Kathy                          |                                                  |
| 2005      | Odd Job Jack                    | Linda Callahan (stem)          | Aflevering: "Law and Lawless"                    |
| 2006      | Love Monkey                     | Carol Dulac – Letterman Booker | Aflevering: "The One That Got Away"              |
| 2007      | Not This But This               | Meerdere                       | Ook co-producer                                  |
| 2007      | Little Mosque on the Prairie    | Nancy Layton                   | Aflevering: "Spy Something or Get Out"           |
| 2007      | Rescue Me                       | Real Estate Agent              | Aflevering: "Animal"                             |
| 2007      | Two Families                    |                                |                                                  |
| 2009–2011 | Bored to Death                  | Renee Dalton                   | 3 afleveringen                                   |
| 2010      | Law & Order                     | Vanessa Carville               | Aflevering: "Blackmail"                          |
| 2010      | Love Letters                    | Melissa                        |                                                  |
| 2010–2012 | Sesame Street                   | Mother Goose                   | 2 afleveringen                                   |
| 2011      | Michael: Tuesdays and Thursdays | Nancy Slade                    | Afleveringen: "Sweating"                         |
| 2012      | Good God                        | Shandy Sommers                 | 9 afleveringen                                   |
| 2012–2017 | Bob's Burgers                   | Pam, Nurse Liz (stem)          | 4 afleveringen                                   |
| 2013      | Bounty Hunters                  | Stacy (stem)                   | 13 afleveringen                                  |
| 2013–2014 | Phineas and Ferb                | Lyla Lolliberry (stem)         | 2 afleveringen                                   |
| 2013–2017 | Creative Galaxy                 | Mom (stem)                     | 22 afleveringen                                  |
| 2014      | The Michael J. Fox Show         | Dr. Young                      | Aflevering: "Surprise"                           |
| 2014      | Deadbeat                        | Darcy                          | 2 afleveringen                                   |
| 2015      | Halal In The Family             | Wendy                          | Aflevering: "The Amazing Race"                   |
| 2015–2016 | Game On                         | Geri                           | 25 afleveringen                                  |
| 2016–2022 | Full Frontal with Samantha Bee  | Zichzelf (presentator)         | Ook bedenker, schrijver, uitvoerend producent    |
| 2016–2019 | The Detour                      | Nate's Mother                  | 2 afleveringen                                   |
| 2017      | The History of Comedy           | Zichzelf                       | 2 afleveringen                                   |
| 2020      | BoJack Horseman                 | Zichzelf (stem)                | Aflevering: "The Horny Unicorn"                  |
| 2020      | Blue's Clues & You!             | Zichzelf                       | Aflevering: "Happy Birthday, Blue!"              |
| 2021      | Robot Chicken                   | Barbara, Sadness (stem)        | Aflevering: "May Cause a Whole Lotta Scabs"      |
| 2022      | The Kids in the Hall            | Jillian                        | Aflevering 5                                     |

#### Als medewerker
| Jaar       | Titel                          | Notities                                       |
| ---------- | ------------------------------ | ---------------------------------------------- |
| 2016–2019  | The Detour                     | Mede-bedenker, schrijver, uitvoerend producent |
| 2020-heden | It's Personal with Amy Hoggart | Uitvoerend producent                           |

- International Standard Name Identifier: 0000 0000 7541 6167
- Library of Congress Control Number: n2010004844
- MusicBrainz: 27733f3b-f43d-45a0-a600-b42448cc6ad1
- Nationale Bibliotheek van Israël: 987012424946505171
- Virtual International Authority File: 106792879
- WorldCat: E39PBJgRW3vhQtcgyBBBHPYF8C